# Ophiomonas bathybia
Ophiomonas bathybia is een slangster uit de familie Amphiuridae.
De wetenschappelijke naam van de soort werd in 1952 gepubliceerd door Alexander Michailovitsch Djakonov.